# توری، شهرستان یاروا
توری (به استونیایی: Türi) یکی از شهرک‌های کشور استونی است.
این شهرک در سال ۲۰۱۱ میلادی ۵٬۴۱۰ نفر جمعیت داشته است.

## شهرهای خواهرخوانده
| - آلتئا، اسپانیا - ۱۹۹۱ - باد کوتزتینگ، آلمان - ۱۹۹۱ - بلاجو، ایتالیا - ۱۹۹۱ - باندوران، ایرلند - ۱۹۹۱ - گرانویل، فرانسه - ۱۹۹۱ - هولستبرو، دانمارک - ۱۹۹۱ | - اوفلیز، بلژیک - ۱۹۹۱ - میرسن، هلند - ۱۹۹۱ - نیدرآنون، لوکزامبورگ - ۱۹۹۱ - پروزا، یونان - ۱۹۹۱ - منطقه شهری سسیمبرا، پرتغال - ۱۹۹۱ - شربورن، بریتانیا - ۱۹۹۱ | - کارکیلا، فنلاند - ۱۹۹۷ - اوکسه‌لوسوند، سوئد - ۱۹۹۸ - یودنبورگ، اتریش - ۱۹۹۹ - خوینا، لهستان - ۲۰۰۴ - کوسگ، مجارستان - ۲۰۰۴ - سیگول، لتونی - ۲۰۰۴ | - سوشیتسه، جمهوری چک - ۲۰۰۴ - زوولاین، اسلواکی - ۲۰۰۷ - پرینای، لیتوانی - ۲۰۰۸ - مرسسکلا، مالت - ۲۰۰۹ - سیرت، رومانی - ۲۰۱۰ |

دیگر شهرها
| - اومول، سوئد - فروگن، نروژ - اینگو، فنلاند - کیکالا، فنلاند | - لویما، فنلاند - پرینای، لیتوانی - ساکیلا، فنلاند - سیونتیو، فنلاند |

## نگارخانه

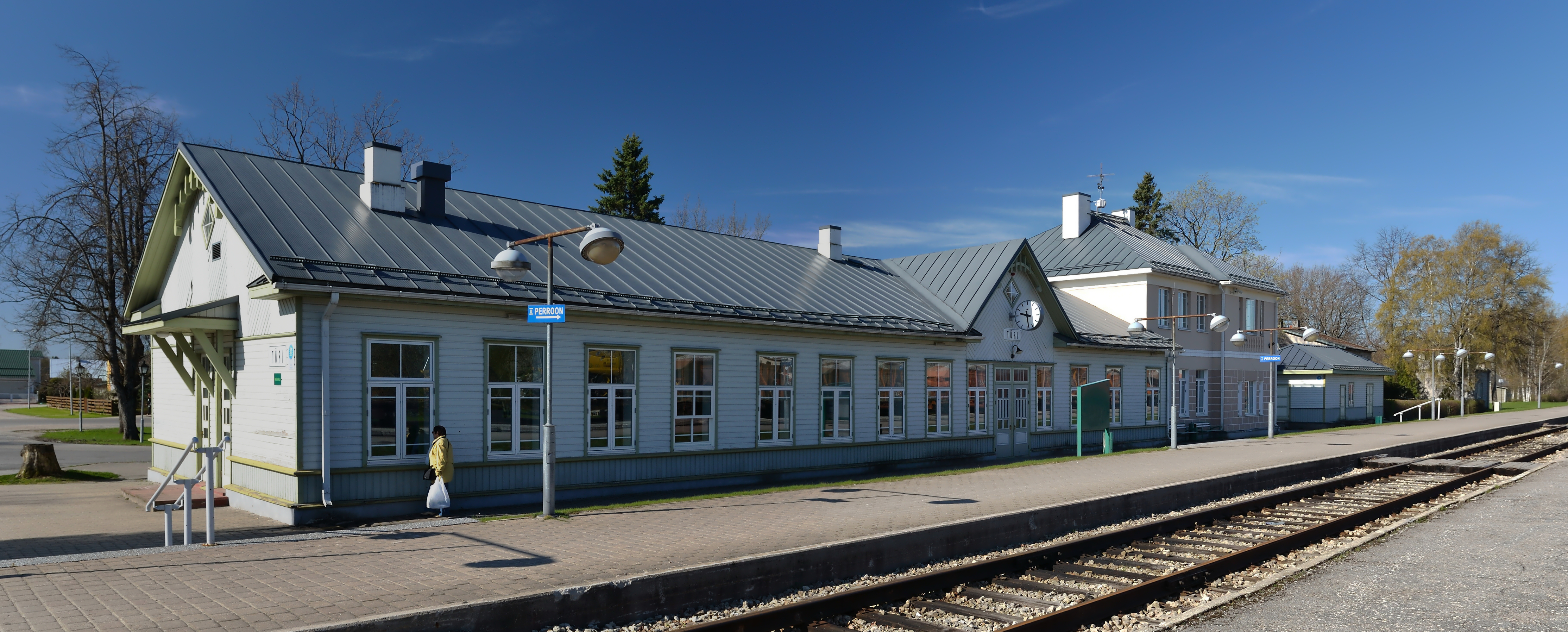
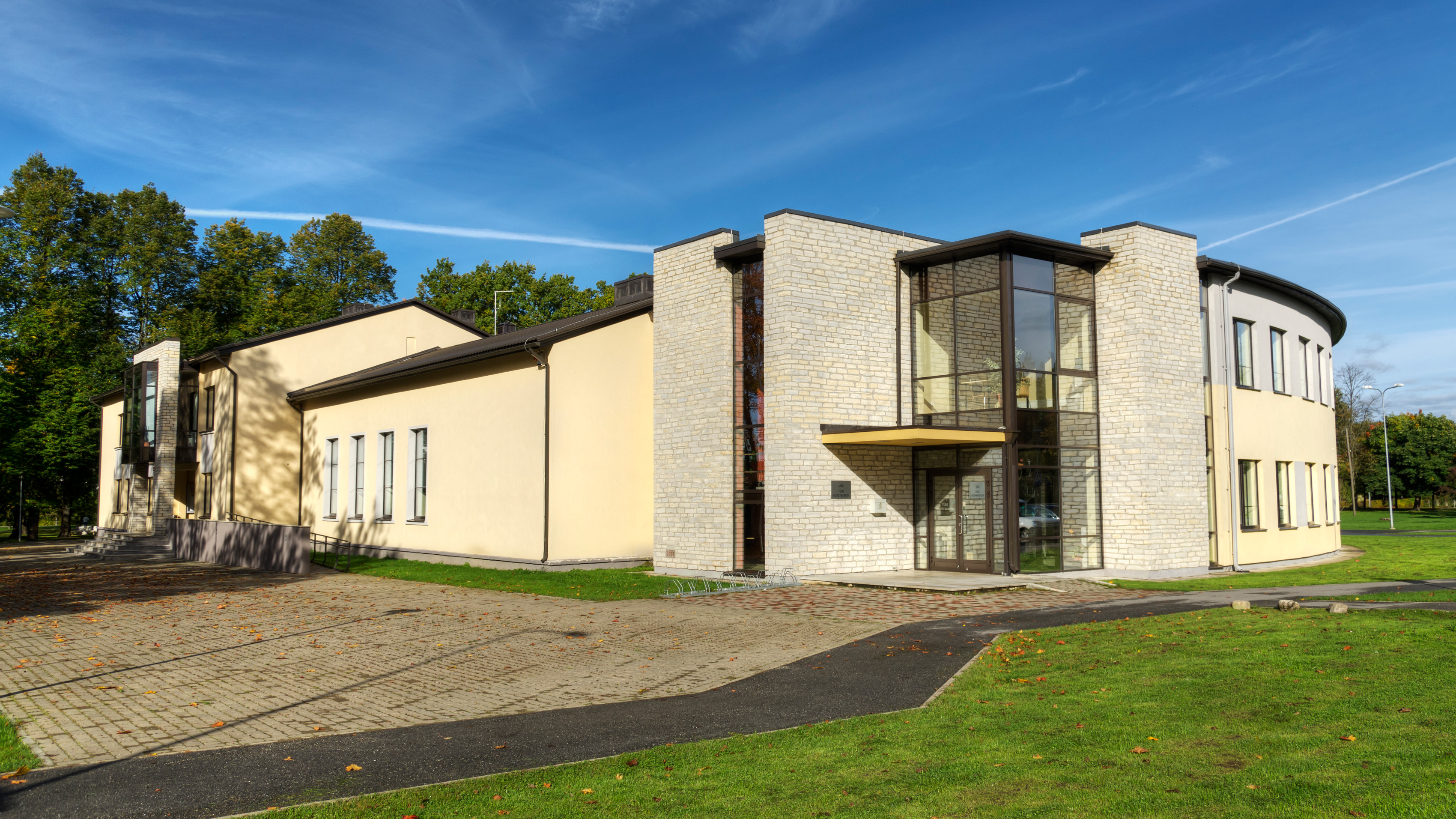
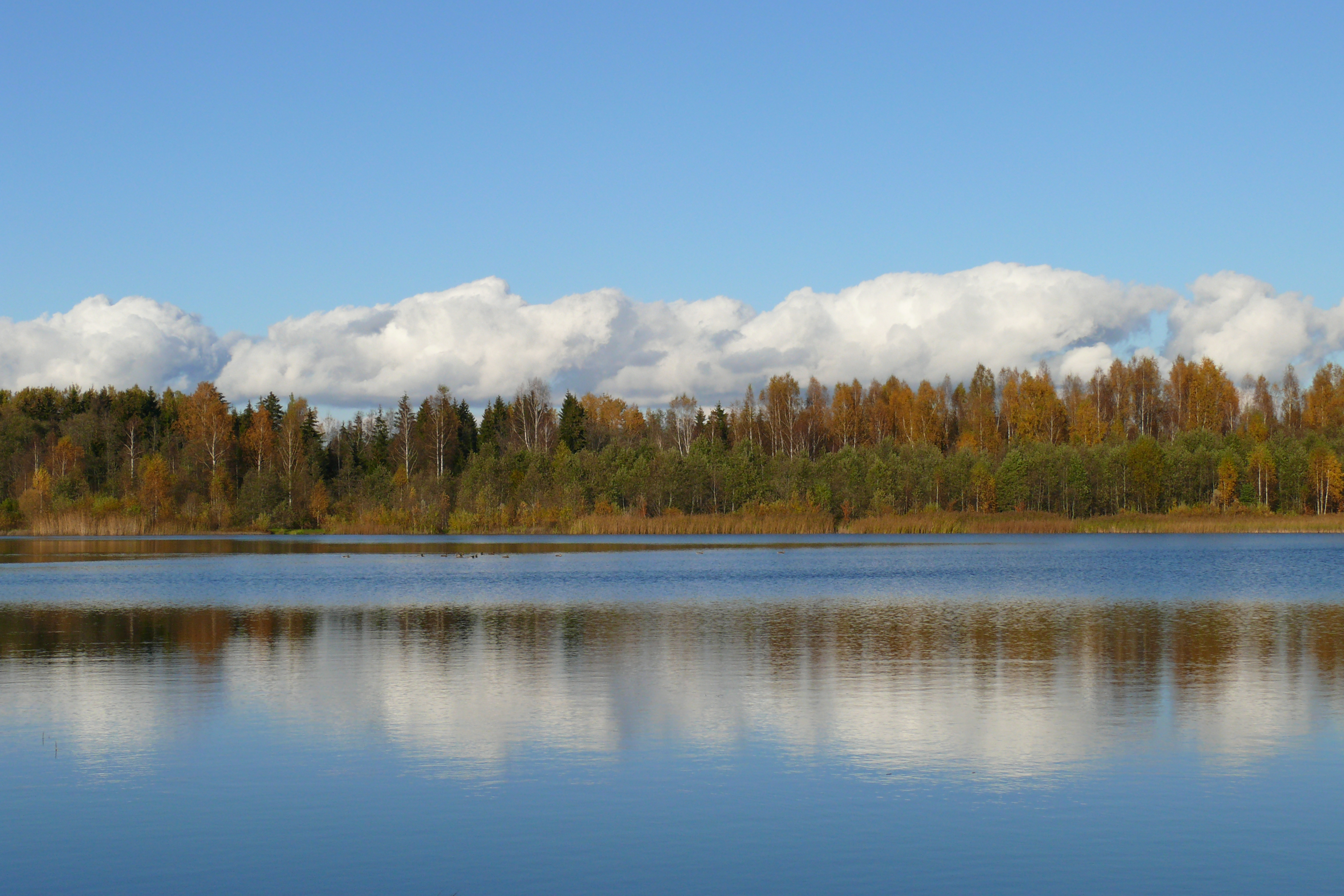
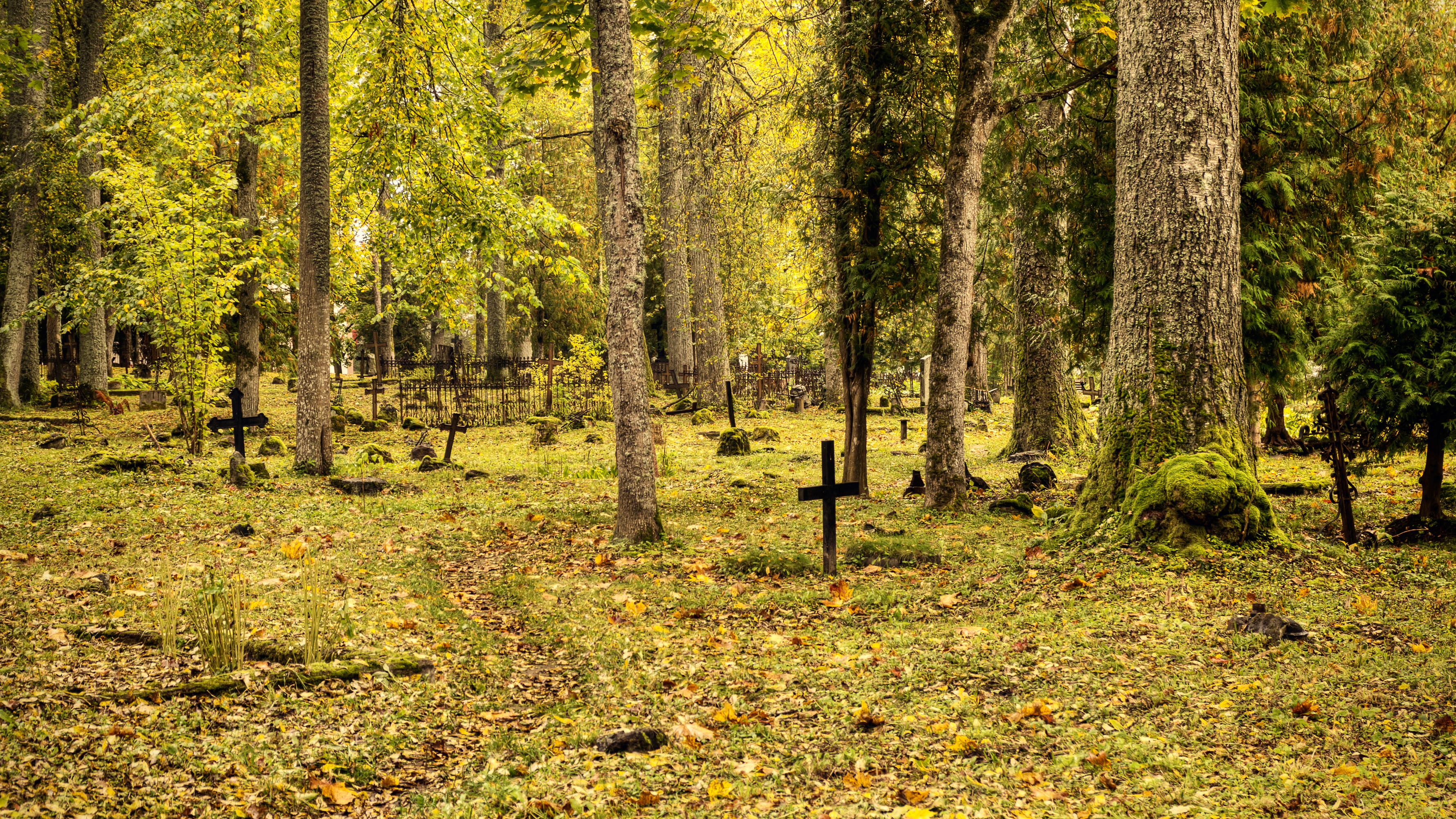